# Castro Verde
Castro Verde es una villa portuguesa perteneciente al distrito de Beja, región del Alentejo y comunidad intermunicipal del Bajo Alentejo, con cerca de 4800 habitantes.
Es sede de un municipio con 567,31 km² de área y 6873 habitantes (2021), subdividido en 4 freguesias. El municipio limita al norte con los municipios de Aljustrel y de Beja, al este con Mértola, al sur con Almodôvar y al oeste con Ourique.

## Geografía

### Freguesias
Las freguesias de Castro Verde son las siguientes:
- Castro Verde e Casével
- Entradas
- Santa Bárbara de Padrões
- São Marcos da Ataboeira

### Clima
| Climograma de Castro Verde, Portugal | Climograma de Castro Verde, Portugal | Climograma de Castro Verde, Portugal | Climograma de Castro Verde, Portugal | Climograma de Castro Verde, Portugal | Climograma de Castro Verde, Portugal | Climograma de Castro Verde, Portugal | Climograma de Castro Verde, Portugal | Climograma de Castro Verde, Portugal | Climograma de Castro Verde, Portugal | Climograma de Castro Verde, Portugal | Climograma de Castro Verde, Portugal |
| --- | ------------------------------------ | ------------------------------------ | ------------------------------------ | ------------------------------------ | ------------------------------------ | ------------------------------------ | ------------------------------------ | ------------------------------------ | ------------------------------------ | ------------------------------------ | ------------------------------------ |
| E | F                                    | M                                    | A                                    | M                                    | J                                    | J                                    | A                                    | S                                    | O                                    | N                                    | D                                    |
| 81.3 13 5 | 81.3 15 6                            | 53.3 17 6                            | 61 19 8                              | 35.6 23 10                           | 22.9 28 13                           | 2.5 32 15                            | 2.5 32 15                            | 22.9 29 15                           | 66 23 12                             | 76.2 17 8                            | 83.8 14 6                            |
| temperaturas en °C • totales de precipitación en mm fuente: weather.com |                                      |                                      |                                      |                                      |                                      |                                      |                                      |                                      |                                      |                                      |                                      |
| Conversión sistema imperial\| E \| F \| M \| A \| M \| J \| J \| A \| S \| O \| N \| D \| \| 3.2 55 41 \| 3.2 59 43 \| 2.1 63 43 \| 2.4 66 46 \| 1.4 73 50 \| 0.9 82 55 \| 0.1 90 59 \| 0.1 90 59 \| 0.9 84 59 \| 2.6 73 54 \| 3 63 46 \| 3.3 57 43 \| \| temperaturas en °F • totales de precipitación en pulgadas \| \| \| \| \| \| \| \| \| \| \| \| |                                      |                                      |                                      |                                      |                                      |                                      |                                      |                                      |                                      |                                      |                                      |
| E | F                                    | M                                    | A                                    | M                                    | J                                    | J                                    | A                                    | S                                    | O                                    | N                                    | D                                    |
| 3.2 55 41 | 3.2 59 43                            | 2.1 63 43                            | 2.4 66 46                            | 1.4 73 50                            | 0.9 82 55                            | 0.1 90 59                            | 0.1 90 59                            | 0.9 84 59                            | 2.6 73 54                            | 3 63 46                              | 3.3 57 43                            |
| temperaturas en °F • totales de precipitación en pulgadas |                                      |                                      |                                      |                                      |                                      |                                      |                                      |                                      |                                      |                                      |                                      |

| Parámetros climáticos promedio de Castro Verde, Portugal | Parámetros climáticos promedio de Castro Verde, Portugal | Parámetros climáticos promedio de Castro Verde, Portugal | Parámetros climáticos promedio de Castro Verde, Portugal | Parámetros climáticos promedio de Castro Verde, Portugal | Parámetros climáticos promedio de Castro Verde, Portugal | Parámetros climáticos promedio de Castro Verde, Portugal | Parámetros climáticos promedio de Castro Verde, Portugal | Parámetros climáticos promedio de Castro Verde, Portugal | Parámetros climáticos promedio de Castro Verde, Portugal | Parámetros climáticos promedio de Castro Verde, Portugal | Parámetros climáticos promedio de Castro Verde, Portugal | Parámetros climáticos promedio de Castro Verde, Portugal | Parámetros climáticos promedio de Castro Verde, Portugal |
| Mes                                                      | Ene.                                                     | Feb.                                                     | Mar.                                                     | Abr.                                                     | May.                                                     | Jun.                                                     | Jul.                                                     | Ago.                                                     | Sep.                                                     | Oct.                                                     | Nov.                                                     | Dic.                                                     | Anual                                                    |
| -------------------------------------------------------- | -------------------------------------------------------- | -------------------------------------------------------- | -------------------------------------------------------- | -------------------------------------------------------- | -------------------------------------------------------- | -------------------------------------------------------- | -------------------------------------------------------- | -------------------------------------------------------- | -------------------------------------------------------- | -------------------------------------------------------- | -------------------------------------------------------- | -------------------------------------------------------- | -------------------------------------------------------- |
| Temp. máx. media (°C)                                    | 13                                                       | 15                                                       | 17                                                       | 19                                                       | 23                                                       | 28                                                       | 32                                                       | 32                                                       | 29                                                       | 23                                                       | 17                                                       | 14                                                       | 21.8                                                     |
| Temp. mín. media (°C)                                    | 5                                                        | 6                                                        | 6                                                        | 8                                                        | 10                                                       | 13                                                       | 15                                                       | 15                                                       | 15                                                       | 12                                                       | 8                                                        | 6                                                        | 9.9                                                      |
| Precipitación total (mm)                                 | 81.3                                                     | 81.3                                                     | 53.3                                                     | 61.0                                                     | 35.6                                                     | 22.9                                                     | 2.5                                                      | 2.5                                                      | 22.9                                                     | 66.0                                                     | 76.2                                                     | 83.9                                                     | 589.4                                                    |
| Fuente: weather.com                                      |                                                          |                                                          |                                                          |                                                          |                                                          |                                                          |                                                          |                                                          |                                                          |                                                          |                                                          |                                                          |                                                          |

## Demografía
| Gráfica de evolución demográfica de Castro Verde entre 1801 y 2021 |
|                                                                    |
| Datos según el nomenclátor publicado por el INE portugués.         |